# گورتان (اصفهان)
محلهٔ گورتان یکی از محله‌های منطقه ۹ شهرداری اصفهان است. سال ۱۳۹۵ طوماری برای حفظ باغات میوه منطقه ۹ اصفهان توسط اهالی منطقه امضا شد. میوه به محله گورتان جزو مرغوب‌ترین انواع این میوه در ایران است. جمعیت این محله (بلوک آماری) در سال 1401، 2947 نفر با تراکم 80 نفر در هر کیلومتر مربع بوده است.
 این محله از غرب و جنوب با محلهٔ نصرآباد از شرق با محله های زهران و بهارانچی از شمال شرقی با محله کوهانستان از شمال با محله لادان و از شمال غربی با محله آزادان همجوار می باشد. محله‌های منطقه ۹ از طریق اتوبان شهید خرازی با منطقه ۱ هم مرز هستند.
 خیابان آتشگاه از وسط این محله میگذرد و محله را به دو بخش شمالی و جنوبی تقسیم می کند به طوری که قسمت قدیمی و هسته مرکزی این محله شامل مسجد جامع گورتان و حمام در قسمت شمالی و قسمت نوساز و جدیدتر محله در قسمت جنوبی قرار گرفته است. از این محله مادی قمیش هم عبور می‌کند.
پیشینه این محله به پیش از دوران اسلامی بر می‌گردد. این محله در زمان اسماعیلیه یکی از مراکز بزرگ تبلیغ اسماعیلیه بوده و در دوران حملهٔ ترکان سلجوقی به اصفهان این محله همراه لادان، جاوان، زهران و ناژوان یکی از میدان‌های جنگ ترکان سلجوقی و شیعیان اسماعیلی بوده از جمله آثار باستانی به جا مانده از آن دوران می‌توان به مسجد جامع گورتان و امامزاده سلطان ایوب اشاره کرد و البته لازم است ذکر شود که امامزاده سلطان ایوب در اصل امامزاده نبوده و مانند پیر نجم الدین در (محله کلیچه) اوهم یک عالم اسماعیلی مذهب بوده که پس از کشته شدن توسط ترکان سلجوقی به عنوان امامزاده از او یاد شده است.شده‌است.
از جمله آثار باستانی گورتان می‌توان به مسجد جامع آن که توسط اسماعیلیان ساخته شده‌است و سپس حاج آقا رحیم ارباب برای اعتراض بر علیه حکومت پهلوی هر هفته در آنجا به صورت اعتراضی و به جماعت نماز جمعه خواند، اشاره کرد از دیگر آثار می‌توان به مقبره سلطان ایوب، مسجد پاران اشاره کرد.

## ریشه نام
اسم این محل را گورتان به معنی محل باغ های به  نهاده اند. نام این محله، جورتان بوده است و به مرور زمان تغییر کرده‌است.